# Tapinanthus
Tapinanthus là một chi thực vật thuộc họ Loranthaceae. Chi này có khoảng 30 loài, sinh sống ở vùng nhiệt đới châu Phi. Danh sách các loài như sau (tuy nhiên danh sách này có thể chưa đủ):

## Các loài
- Tapinanthus apodanthus (Sprague) Danser
- Tapinanthus bangwensis (Engl. & K.Krause) Danser
- Tapinanthus belvisii (DC.) Danser
- Tapinanthus buchneri (Engl.) Danser
- Tapinanthus buntingii (Sprague) Danser
- Tapinanthus buvumae (Rendle) Danser
- Tapinanthus constrictiflorus (Engl.) Danser
- Tapinanthus cordifolius Polhill & Wiens
- Tapinanthus coronatus (Tiegh.) Danser
- Tapinanthus dependens (Engl.) Danser
- Tapinanthus erectotruncatus Balle ex Polhill & Wiens
- Tapinanthus erianthus (Sprague) Danser
- Tapinanthus farmari (Sprague) Danser
- Tapinanthus forbesii (Sprague) Wiens
- Tapinanthus glaucophyllus (Engl.) Danser
- Tapinanthus globifer (A.Rich.) Tiegh.
- Tapinanthus letouzeyi (Balle) Polhill & Wiens
- Tapinanthus longiflorus Polhill & Wiens
- Tapinanthus malacophyllus (Engl. & K.Krause) Danser
- Tapinanthus mechowii (Engl.) Tiegh.
- Tapinanthus mollissimus (Engl.) Danser
- Tapinanthus ogowensis (Engl.) Danser
- Tapinanthus oleifolius (J.C.Wendl.) Danser
- Tapinanthus ophiodes (Sprague) Danser
- Tapinanthus pentagonia (DC.) Tiegh.
- Tapinanthus praetexta Polhill & Wiens
- Tapinanthus preussii (Engl.) Tiegh.
- Tapinanthus quequensis (Weim.) Polhill & Wiens
- Tapinanthus rubromarginatus (Engl.) Danser
- Tapinanthus sessilifolius (P.Beauv.) Tiegh.

## Hình ảnh

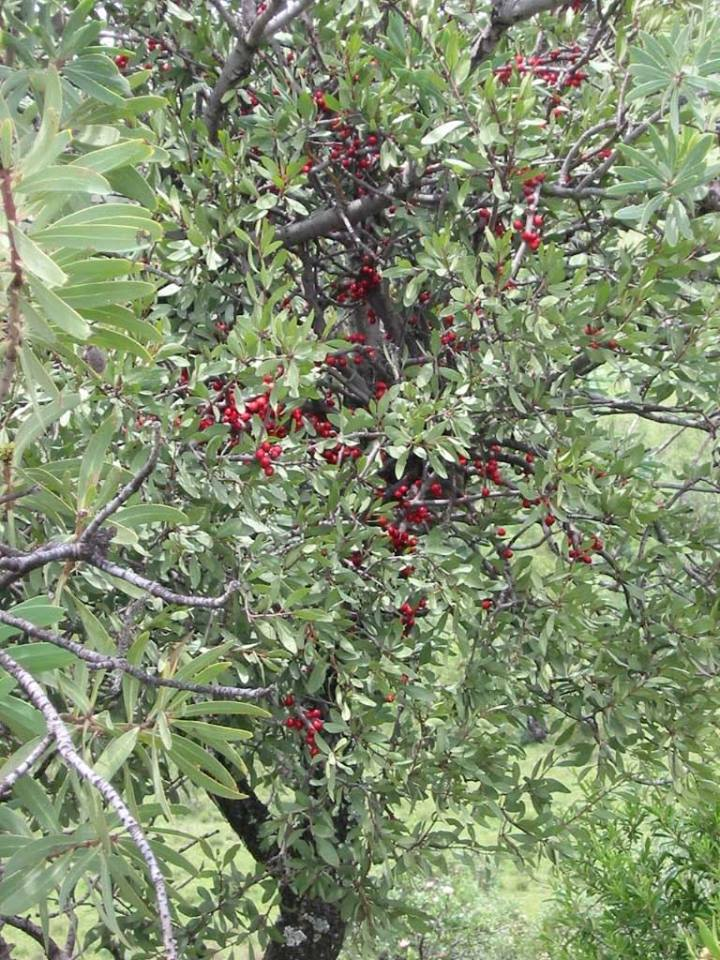
Tapinanthus oleifolius
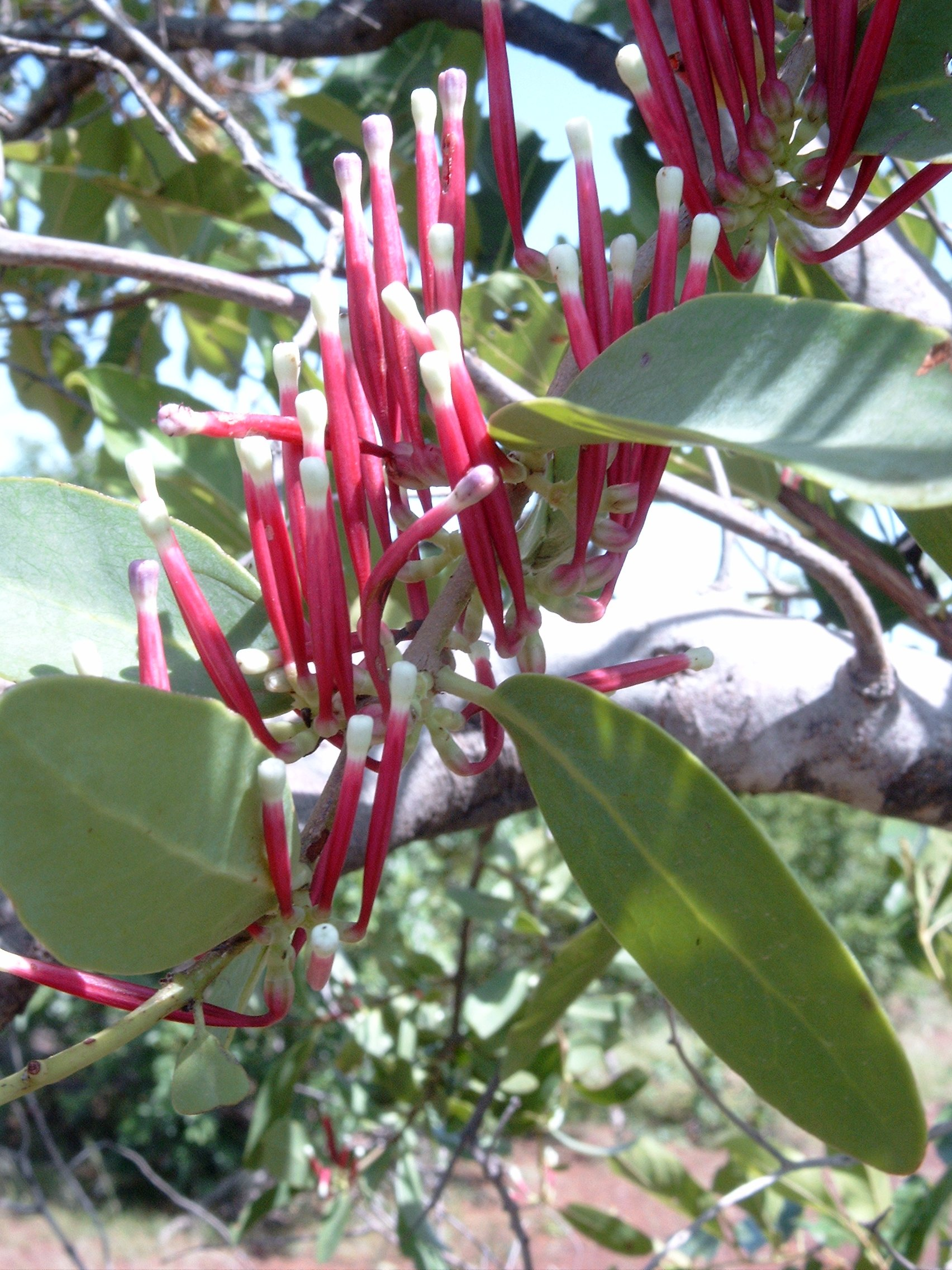
Tapinanthus globifer
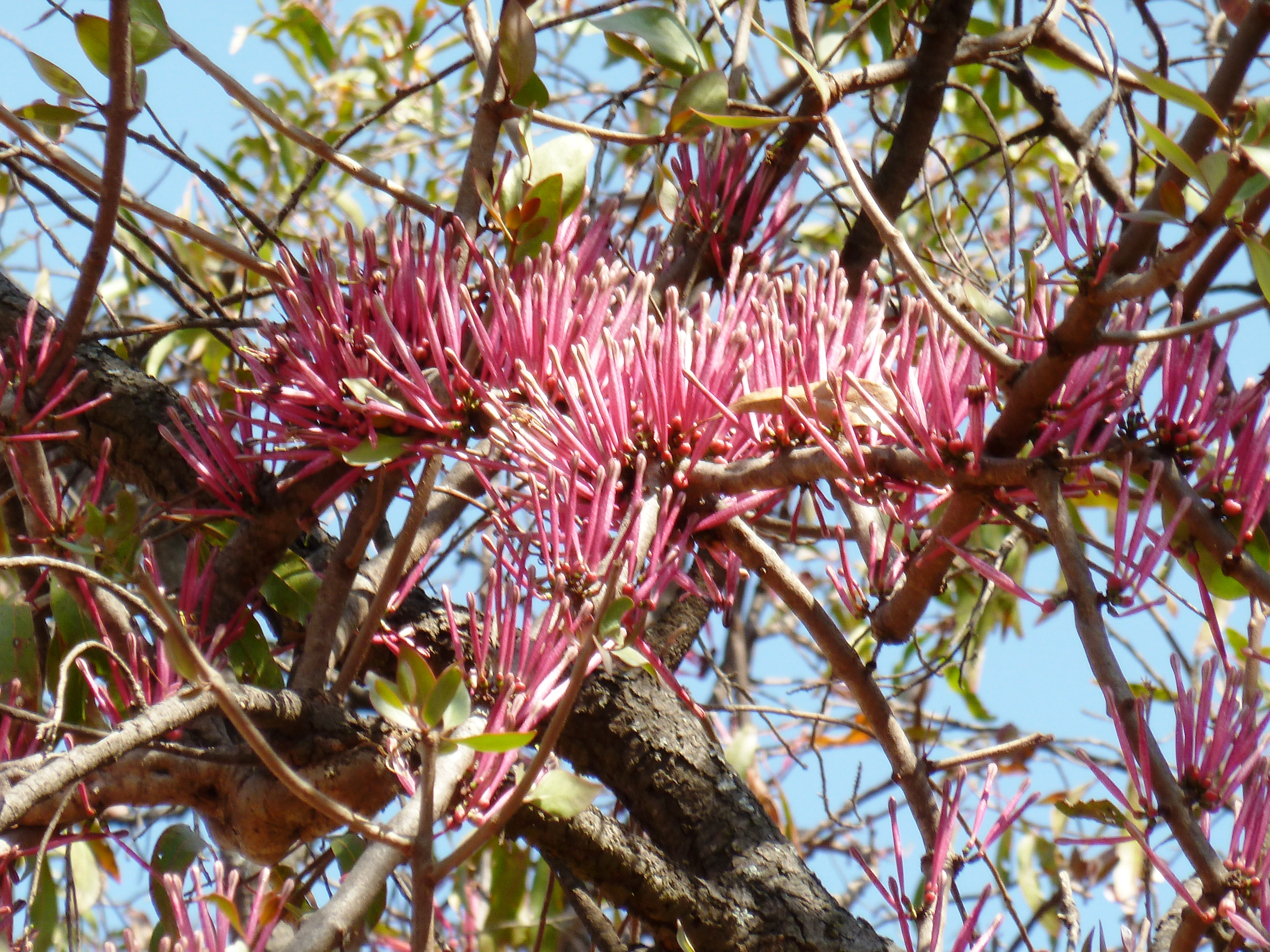
Tapinanthus rubromarginatus